# José María Avilés
José María Avilés Pareja (Guayaquil, 1816-Marsella, 20 de noviembre de 1874) fue un político, literato, diputado, senador y presidente del Concejo de Guayaquil. Integrante del Gobierno Provisional que en 1859 se declaró en rebelión en Ecuador, y que depuso al entonces presidente Francisco Robles.
Asumió el cargo de jefe de la Junta, cuyos otros dos miembros fueron Pacífico Chiriboga y Manuel Gómez de la Torre, el 1 de mayo de 1859.
Fue depuesto el 25 de mayo del mismo año, apenas 24 días después, por otro triunvirato conformado por Gabriel García Moreno, Jerónimo Carrión y Pacífico Chiriboga.